# Tiendschuur Kasteel Arcen
De tiendschuur is een bijgebouw is van Kasteel Arcen in de Nederlandse plaats Arcen.

## Geschiedenis
In 1713 werd het gebouw gebouwd in opdracht van Adolf Reiner van Gelre.
In 2013/2014 werd de schuur gerestaureerd door de eigenaar Het Limburgs Landschap.

## Gebouw
Het is opgetrokken in baksteen op een rechthoekig plattegrond en wordt gedekt door een schilddak van gesmoorde pannen. Oorspronkelijk waren dit dakleien. Aan de straatzijde is de gevel blind en aan beide kopse zijden bevindt zich een getoogde dubbele poort. Het gebouw draagt het ankerjaartal 1713.